# The Blue Diamonds
The Blue Diamonds was een Nederlands duo bestaande uit de broers Riem en Ruud de Wolff. De broers, van Nederlands-Indische afkomst, braken in 1960 door met de wereldwijde hit Ramona.

## Historie

### 1960-1980
Riem (1943-2017) en Ruud (1941-2000) de Wolff kwamen in 1949 met hun ouders naar Nederland en woonden daar in Driebergen. Ze zongen in hun tienerjaren op schoolfeesten in bandjes als The String Extase Boys en The Cool Cats. Het repertoire bestond voornamelijk uit covers van The Everly Brothers, zo ook hun debuutsingle (Till) I kissed you. In 1960 stond hun uitvoering van de song Ramona (een liedje uit een film uit 1928) maandenlang in de hitlijsten, en ook in veel andere landen was het nummer een grote hit. Andere succesnummers uit die tijd waren onder andere Oh Carol en Little Ship.
Begin jaren zestig toerden de broers samen met Anneke Grönloh door Indonesië, terwijl in Nederland en andere Europese landen verschillende nummers de hitparade haalden. Voor Ramona ontvingen de broers een Edison uit handen van Wim Sonneveld, nadat er zeven miljoen exemplaren waren verkocht. Ook in de jaren zeventig brachten The Blue Diamonds diverse singles uit, maar het stormachtige succes van Ramona werd niet meer geëvenaard. Dat trof als eerste hun versie van Save the last dance for me.

### Vanaf 1980
Begin jaren tachtig namen zij in Indonesië diverse platen op in het Maleis, waarvan miljoenen exemplaren over de toonbank gingen.

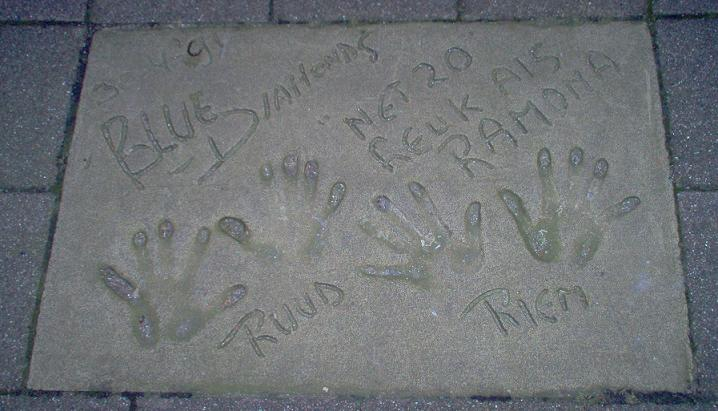
Ruuds en Riems handafdrukken in de Walk of Fame te Rotterdam.

Tot de dood van Ruud de Wolff in december 2000 bleven The Blue Diamonds platen maken en optreden. Echt grote successen bleven uit, maar de typische Blue Diamonds-sound bleef populair.
Na de dood van Ruud bleef Riem de Wolff optreden, als soloartiest met een begeleidingsband, en als duo met zijn zoon Steffen onder de naam The New Diamonds. Op 29 april 2005 werd Riem de Wolff benoemd tot Ridder in de orde van Oranje Nassau. Hij overleed op 12 september 2017 op 74-jarige leeftijd.
Een aantal inwoners uit Driebergen-Rijsenburg heeft het initiatief genomen voor een eerbetoon voor The Blue Diamonds in de vorm van een standbeeld. In oktober 2025 -als het 65 jaar is geleden dat hun song Ramona een wereldhit werd- zal het beeld, dat een plek krijgt bij de Oranjevijver in hun voormalige woonplaats, worden onthuld.  

## Discografie

### Single
| Single met eventuele hitnotering(en) in de Nederlandse Top 40 | Datum van verschijnen | Datum van binnenkomst | Hoogste positie | Aantal weken | Opmerkingen |
| ------------------------------------------------------------- | --------------------- | --------------------- | --------------- | ------------ | ----------- |
| That'll Be the Day                                            |                       | 08-05-1965            | 9               | 13           |             |

### NPO Radio 2 Top 2000
| Nummer met noteringen in de NPO Radio 2 Top 2000 | '99 | '00 | '01  | '02 | '03 | '04 | '05 | '06 | '07 | '08 | '09  | '10  | '11  | '12  |
| ------------------------------------------------ | --- | --- | ---- | --- | --- | --- | --- | --- | --- | --- | ---- | ---- | ---- | ---- |
| Ramona                                           | 504 | 598 | 1036 | 948 | 460 | 752 | 707 | 833 | 747 | 703 | 1506 | 1394 | 1555 | 1517 |

1. ↑  Een vetgedrukt getal geeft de hoogste notering aan.
2. ↑  Deze tabel is bijgewerkt tot en met de laatste editie (2024).

### Notering in NPO Radio 5 Evergreen Top 1000
| Evergreen Top 1000 "Ramona" | Evergreen Top 1000 "Ramona" | Evergreen Top 1000 "Ramona" | Evergreen Top 1000 "Ramona" | Evergreen Top 1000 "Ramona" | Evergreen Top 1000 "Ramona" | Evergreen Top 1000 "Ramona" | Evergreen Top 1000 "Ramona" | Evergreen Top 1000 "Ramona" | Evergreen Top 1000 "Ramona" | Evergreen Top 1000 "Ramona" | Evergreen Top 1000 "Ramona" | Evergreen Top 1000 "Ramona" | Evergreen Top 1000 "Ramona" | Evergreen Top 1000 "Ramona" | Evergreen Top 1000 "Ramona" |
| Jaar                        | 2008                        | 2009                        | 2010                        | 2011                        | 2012                        | 2013                        | 2014                        | 2015                        | 2016                        | 2017                        | 2018                        | 2019                        | 2020                        | 2021                        | 2022                        |
| --------------------------- | --------------------------- | --------------------------- | --------------------------- | --------------------------- | --------------------------- | --------------------------- | --------------------------- | --------------------------- | --------------------------- | --------------------------- | --------------------------- | --------------------------- | --------------------------- | --------------------------- | --------------------------- |
| Positie                     | 12                          | 9                           | 5                           | 7                           | 1                           | 12                          | 14                          | 24                          | 16                          | 35                          | 81                          | 139                         | 123                         | 177                         | 166                         |

| Evergreen Top 1000 "Little Ship | Evergreen Top 1000 "Little Ship | Evergreen Top 1000 "Little Ship | Evergreen Top 1000 "Little Ship | Evergreen Top 1000 "Little Ship | Evergreen Top 1000 "Little Ship | Evergreen Top 1000 "Little Ship | Evergreen Top 1000 "Little Ship | Evergreen Top 1000 "Little Ship | Evergreen Top 1000 "Little Ship | Evergreen Top 1000 "Little Ship | Evergreen Top 1000 "Little Ship | Evergreen Top 1000 "Little Ship | Evergreen Top 1000 "Little Ship | Evergreen Top 1000 "Little Ship | Evergreen Top 1000 "Little Ship |
| Jaar                            | 2008                            | 2009                            | 2010                            | 2011                            | 2012                            | 2013                            | 2014                            | 2015                            | 2016                            | 2017                            | 2018                            | 2019                            | 2020                            | 2021                            | 2022                            |
| ------------------------------- | ------------------------------- | ------------------------------- | ------------------------------- | ------------------------------- | ------------------------------- | ------------------------------- | ------------------------------- | ------------------------------- | ------------------------------- | ------------------------------- | ------------------------------- | ------------------------------- | ------------------------------- | ------------------------------- | ------------------------------- |
| Positie                         | 76                              | 43                              | 70                              | 36                              | 44                              | 130                             | 96                              | 242                             | 137                             | 244                             | 346                             | 457                             | 591                             | 409                             | 722                             |